# 馬特拉河
馬特拉河是俄羅斯的河流，位於坦波夫州和利佩茨克州內，屬於沃羅涅日河的左支流，河道全長180公里，流域面積5,180平方公里，離河口處平均流量每秒11.7立方米，河畔城鎮有格里亞濟。